# Artur Sobiech
Artur Sobiech (Ruda Śląska, 12 juni 1990) is een Pools betaald voetballer die doorgaans in de aanval speelt. Hij verruilde Fatih Karagümrük in juni 2021  voor Lech Poznań. Sobiech debuteerde in mei 2010 in het Pools voetbalelftal.

## Carrière
Sobiech debuteerde in 2008 in het betaald voetbal in het shirt van Ruch Chorzów, waar hij sinds 2006 deel uitmaakte van de jeugdopleiding. Hij tekende in juli 2010 een driejarig contract bij Polonia Warschau.

## Interlandcarrière
Sobiech debuteerde voor Polen in een vriendschappelijke wedstrijd tegen Finland op 29 mei 2010 onder leiding van bondscoach Franciszek Smuda.
| Interlands van Artur Sobiech voor Polen | Interlands van Artur Sobiech voor Polen | Interlands van Artur Sobiech voor Polen | Interlands van Artur Sobiech voor Polen | Interlands van Artur Sobiech voor Polen | Interlands van Artur Sobiech voor Polen | Interlands van Artur Sobiech voor Polen |
| №                                       | Datum                                   | Wedstrijd                               | Uitslag                                 | Soort wedstrijd                         | Doelpunten                              |                                         |
| Als speler bij Polonia Warschau         | Als speler bij Polonia Warschau         | Als speler bij Polonia Warschau         | Als speler bij Polonia Warschau         | Als speler bij Polonia Warschau         | Als speler bij Polonia Warschau         | Als speler bij Polonia Warschau         |
| --------------------------------------- | --------------------------------------- | --------------------------------------- | --------------------------------------- | --------------------------------------- | --------------------------------------- | --------------------------------------- |
| 1.                                      | 29 mei 2010                             | Polen – Finland                         | 0 – 0                                   | Vriendschappelijk                       |                                         |                                         |
| 2.                                      | 2 juni 2010                             | Polen – Servië                          | 0 – 0                                   | Vriendschappelijk                       |                                         |                                         |
| 3.                                      | 8 juni 2010                             | Spanje – Polen                          | 6 – 0                                   | Vriendschappelijk                       |                                         |                                         |
| Als speler bij Hannover 96              |                                         |                                         |                                         |                                         |                                         |                                         |
| 4.                                      | 22 mei 2012                             | Letland – Polen                         | 0 – 1                                   | Vriendschappelijk                       | 82'                                     |                                         |
| 5.                                      | 2 juni 2012                             | Polen – Andorra                         | 4 – 0                                   | Vriendschappelijk                       |                                         |                                         |
| 6.                                      | 15 augustus 2012                        | Estland – Polen                         | 1 – 0                                   | Vriendschappelijk                       |                                         |                                         |
| 7.                                      | 11 september 2012                       | Polen – Moldavië                        | 2 – 0                                   | Kwalificatie WK 2014                    |                                         |                                         |
| 8.                                      | 12 oktober 2012                         | Polen – Zuid-Afrika                     | 1 – 0                                   | Vriendschappelijk                       |                                         |                                         |
| 9.                                      | 4 juni 2013                             | Polen – Liechtenstein                   | 2 – 0                                   | Vriendschappelijk                       | 53'                                     |                                         |
| 10.                                     | 7 juni 2013                             | Moldavië – Polen                        | 1 – 1                                   | Kwalificatie WK 2014                    |                                         |                                         |
| 11.                                     | 14 augustus 2013                        | Polen – Denemarken                      | 3 – 2                                   | Vriendschappelijk                       |                                         |                                         |
| 12.                                     | 13 november 2015                        | Polen – IJsland                         | 4 – 2                                   | Vriendschappelijk                       |                                         |                                         |
| 13.                                     | 17 november 2015                        | Polen – Tsjechië                        | 3 – 1                                   | Vriendschappelijk                       |                                         |                                         |